# Lake Malaren Shanghai Masters 2011
De Lake Malaren Shanghai Masters 2011 was een golftoernooi dat deel uitmaakte van de Europese PGA Tour 2011 en Aziatische PGA Tour 2011. Het toernooi vond plaats in Shanghai, China en werd gespeeld op de golfbaan van de Lake Malaren Golf Club.

## Verslag
Het toernooi was qua spelersaantal kleinschalig: het deelnemersveld bestond uit ongeveer dertig spelers van de Europese PGA Tour en de Aziatische PGA Tour maar het toernooi stond los van enige PGA Tour, waardoor er geen punten voor de wereldranglijst te verdienen waren.
Het toernooi werd gewonnen door Rory McIlroy nadat hij Anthony Kim in een play-off op hole 18 versloeg. Zijn prijzengeld was $ 2.000.000, op dat moment de hoogste ter wereld. Het totale prijzengeld bedroeg $5.000.000. Hunter Mahan en Seung-yul Noh deelden de derde plaats. Lee Westwood maakte een hole-in-one op hole 12 en eindigde op de vijfde plaats.

## Deelnemers
| - Keegan Bradley - Paul Casey - John Daly - Jim Furyk - Retief Goosen - Padraig Harrington - Robert Karlsson - Anthony Kim | - Hunter Mahan - Rory McIlroy - Colin Montgomerie - Geoff Ogilvy - Louis Oosthuizen - Ian Poulter - Charl Schwartzel - Lee Westwood | - K.J. Choi - Mu Hu - Wen-yi Huang - Wen-Chong Liang - Kevin Na - Seung-yul Noh - Y.E. Yang - Ashun Wu | - Lian-wei Zhang - Xin-jun Zhang - Chao Li - Dong Su - Chi-huang Tsai - Hao Yuan |